# صندوق اللاجئين الأوروبي
صندوق اللاجئين الأوروبي (اختصارًا ERF) هو مخططٌ مصممٌ لتسهيل تقاسم التكاليف المالية لاستقبال اللاجئين ودمجهم وإعادتهم الطوعية إلى أوطانهم بين الدول الأعضاء في  الاتحاد الأوروبي. شاركت جميع الدول الأعضاء في الاتحاد الأوروبي باستثناء الدنمارك في منتدى الاستجابة الطارئة. قام الصندوق بتمويل مشاريع وطنية وعابرة للحدود الوطنية، بما في ذلك توفير التدريب على المهارات واللغات للاجئين، وتحسين مرافق الاستقبال وعمليات إعادة توطين اللاجئين أو نقلهم. تم تخصيص مبلغ 630 مليون يورو لصندوق الاستجابة للطوارئ خلال الفترة 2008-2013. تم تأسيسه في عام 2000، ليحل محل تدابير التمويل المخصصة السابقة. في أبريل/نيسان 2014، تم استبدال صندوق اللاجئين والهجرة والتكامل (AMIF)، إلى جانب صندوق التكامل الأوروبي وصندوق العودة الأوروبي، بصندوق اللجوء والهجرة والتكامل (AMIF) الذي تم إنشاؤه للفترة 2014-2020.